# VVT-i
Il VVT-i (sigla di Variable Valve Timing intelligent) consiste in un sistema di distribuzione a variazione continua delle valvole d'aspirazione sviluppato dalla Toyota.

## Descrizione

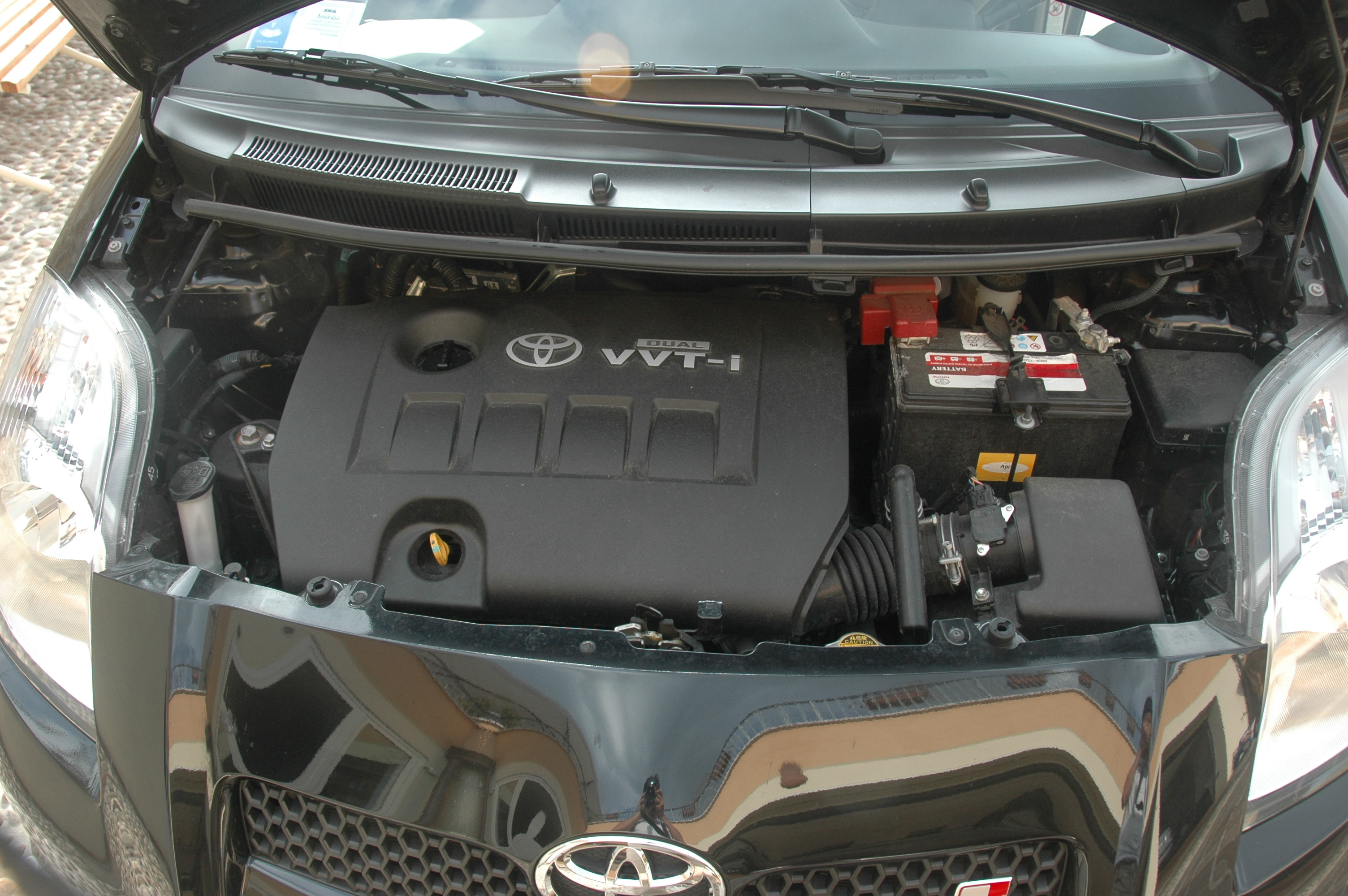
Il Motore VVT-i della Yaris

Il sistema VVT-i è costituito da un variatore che agisce idraulicamente sull'albero a camme che aziona le valvole d'aspirazione, modificando l'inclinazione dello stesso (fino a un massimo di 60°) rispetto all'albero motore.
Quest'azione di fasatura viene comandata da una centralina ECU, che tiene conto del carico e delle condizioni di funzionamento, facendo variare la pressione dell'olio nell'unità di comando VVT-i posta all'estremo dell'albero a camme; questa pressione agisce su un'elica che modifica l'inclinazione dell'albero rispetto alla catena della distribuzione e quindi cambiando la sua fasatura.

## Effetti
Questo sistema varia la fasatura delle valvole e del loro incrocio con le valvole di scarico, in funzione delle condizioni di funzionamento adattandosi alle esigenze del motore in modo da migliorare il suo funzionamento e garantire una combustione sempre ottimale, assicurando così un aumento della coppia nonché migliori valori di consumo e d'emissione, portando ad avere una combustione ottimale con temperature elevate dei gas, per ridurre la quantità di ossidi di azoto nei gas di scarico.